# Spryginia pilosa
Spryginia pilosa är en korsblommig växtart som beskrevs av Viktor Petrovitj Botjantsev. Spryginia pilosa ingår i släktet Spryginia och familjen korsblommiga växter. Inga underarter finns listade i Catalogue of Life.